# Nguruwe
Nguruwe — вимерлий рід парнопалих, який жив у міоцені в Африці. Раніше він вважався членом підродини Listriodontinae, але з тих пір був поміщений в Hyotheriinae. Слово «Nguruwe» на суахілі означає свиню.